# Alexei Elbrusowitsch Gutnow
Alexei Elbrusowitsch Gutnow (russisch Алексе́й Эльбру́сович Гутно́в; * 1937 in Moskau; † 14. Juli 1986 ebenda) war ein sowjetischer Architekt und Stadtplaner.

## Leben
Gutnows Vater war der ossetische Revolutionär Elbrus Gutnow, der 1922 von Stalin persönlich nach Deutschland zur Ausbildung geschickt worden war und dort geheime Aufträge der Komintern ausgeführt hatte. Gutnows Mutter war die jüdische Mediävistin Jewgenija Wladimirowna Gutnowa geb. Lewizkaja-Zederbaum (1914–1992), Tochter des Gulag-Häftlings Wladimir Lewizki-Zederbaum und Nichte des Mitkämpfers Lenins und späteren Menschewiken Julius Martow (Zederbaum).
Gutnow studierte am Moskauer Architektur-Institut, wo er Führer einer Studentengruppe war und nach Konzeptionen für die neue moderne Stadt suchte. Die von den Studenten ausgearbeitete Konzeption erhielt den Namen Neues Element der Raumordnung (NER). 1960 verteidigten die 10 Studenten der Gruppe erfolgreich ihre gemeinsame Diplom-Arbeit Die Stadt in Sibirien (am Beispiel der Situation des Dorfes Kritowo bei Krasnojarsk). 1968 wurde das NER-Projekt der Zukunftsstadt auf der Mailänder Triennale vorgestellt, wo es ein positives Echo fand. Ein NER-Ausstellungsmodell wurde 1970 auf der Expo ’70 in Osaka gezeigt. 1971 verteidigte Gutnow erfolgreich seine Kandidat-Dissertation Der Einfluss der Veränderlichkeit des städtischen Umfeldes auf die Prinzipien der Stadtplanung und ebenso 1980 seine Doktor-Dissertation Struktur-funktionale Organisation und Ausgestaltung eines Stadtplanungssystems.
Nach dem Ende seiner Hochschulzeit arbeitete Gutnow zwei Jahre in der Planungsbehörde des Palasts der Sowjets für ein Verwaltungszentrum auf den Moskauer Leninbergen und anschließend 12 Jahre im Mosprojekt 1. Danach leitete er bis zu seinem Tode die wissenschaftliche Abteilung des Forschungs- und Planungsinstituts der Stadt Moskau. Unter seiner Leitung und Beteiligung wurden zahlreiche Projekte durchgeführt, so beispielsweise das Wohngebiet Sokolniki und die Umwandlung des Arbat.
1998 stiftete der Architektur-Rat des Komitees für Architektur und Stadtplanung der Stadt Moskau den Architekt-A.-Gutnow-Preis. Mit dem Preis werden jährlich Stadtplaner ausgezeichnet für Projekte und wissenschaftliche Untersuchungen zur Realisierung des Generalplans der Stadt Moskau.

## Werke
- The Ideal Communist City (1968, co-authors Baburov, Djumenton, Kharitionova, Lezava, Zadovskij).
- Idee per la Città Communista (1968).
- L'Espace Urbain en URSS 1917-1978. Centre National d'Art et de Culture Georges Pompidou/Centre de Creation Industriel 1978.

russisch:
- Neues Element der Raumordnung: Auf dem Weg zur neuen Stadt (zusammen mit I. G. Leschawa). Stroisdat 1966 (mit übersetzten Ausgaben in den USA, Italien und Großbritannien).
- Zukunftsstädte (zusammen mit I. G. Leschawa). Stroisdat 1977.
- Evolution der Stadtplanung (1984).
- Die Welt der Architektur: Die Sprache der Architektur (1985).
- Die Welt der Architektur: Das Gesicht der Architektur (vollendet von W. L. Glasytschew, 1990).